# Saison 3 de Chesapeake Shores
 (novembre 2018).
Si vous disposez d'ouvrages ou d'articles de référence ou si vous connaissez des sites web de qualité traitant du thème abordé ici, merci de compléter l'article en donnant les références utiles à sa vérifiabilité et en les liant à la section « Notes et références ».
Chronologie
Saison 2
Cet article présente le guide des épisodes de la saison 3 de la série télévisée américaine Chesapeake Shores.

## Synopsis
Dans la saison 3 de Chesapeake Shores, Trace revient auprès d’Abby après 3 mois de tournée. Il découvre une famille en pleine tourmente. Trace arrive pour le Chesapeake Shores Oyster Festival.
Le manuscrit achevé de Bree s’avère être une histoire à peine voilée de la famille, et Mick met fin à la lutte pour préserver la famille mais une querelle va débuter avec Connor après une erreur fatale.
Nell va tenter de sauver le Wish Fountain. Abby va découvrir une lettre qu’elle a envoyé à Trace et qu’il n’a jamais ouverte. Mick hérite du voilier de son frère Thomas. Bree accueille un ancien ami de retour dans sa vie. Kevin a été témoin d’un câlin secret. L’avenir de Connor est lancé.

## Distribution

### Acteurs principaux
- Meghan Ory (VF : Hélène Bizot) : Abby O'Brien Winters
- Jesse Metcalfe (VF : Jérémy Prévost) : Trace Riley
- Treat Williams (VF : Patrick Béthune) : Mick O'Brien, père d'Abby
- Diane Ladd (VF : Mireille Delcroix) : Nell O'Brien, grand-mère d'Abby
- Laci J. Mailey (VF : Alexia Papineschi) : Jess O'Brien, sœur d'Abby
- Emilie Ullerup (VF : Marie Giraudon) : Bree O'Brien, sœur d'Abby
- Barbara Niven (VF : Brigitte Virtudes) : Megan O'Brien, mère d'Abby
- Brendan Penny (VF : Mathias Kozlowski) : Kevin O'Brien, frère d'Abby
- Andrew Francis (VF : Pascal Nowak) : Connor O'Brien, frère d'Abby

### Acteurs récurrents
- Abbie Magnuson (VF : Kaycie Chase) : Caitlyn Winters, fille d'Abby
- Kayden Magnuson (VF : Lucille Boudonnat) : Carrie Winters, fille d'Abby
- Michael Karl Richards (VF : Fabien Briche) : Wes Winters, ex-mari d'Abby
- Brittany Willacy (VF : Fily Keita) : Leigh Corley, membre du groupe de Trace
- Carlo Marks (VF : Fabrice Fara) : David Peck, copain de Jess
- Britt Irvin (VF : Claire Baradat) : Danielle Clayman, amie d'école de droit de Connor
- Bradley Stryker (VF : Sébastien Desjours) : John Rawl, membre du groupe de Trace
- Gregory Harrison (VF : Guy Chapellier) : Thomas O'Brien, frère de Mick
- Jessica Sipos (VF : Jessica Monceau) : Sarah Mercer, pompier
- Oliver Rice (VF : Bertrand Nadler) : Simon Atwater, écrivain
- Ace : Axel, chien de Trace

## Épisodes

### Épisode 1:Un livre ouvert
- États-Unis : 5 août 2018 sur Hallmark Channel
- France : 30 août 2018 sur Netflix, 28 juillet 2022 sur M6

- Victor Webster (Douglas Peterson)
- Zebastin Borjeau (Lucas Peterson)
- Jerry Trimble (Mark Hall)
- Kent Sheridan (Donovan Wylie)
- Britt Irvin (Danielle Clayman)
- Matty Finochio (Ben Mallin)

### Épisode 2:Souvenirs
- États-Unis : 12 août 2018 sur Hallmark Channel
- France : 6 septembre 2018 sur Netflix, 29 juillet 2022 sur M6

- Kent Sheridan (Donovan Wylie)
- Britt Irvin (Danielle Clayman)
- Teryl Rothery (Robin O’Brien)
- Arielle Tuliao (Sierra Van Gheem)
- Tom Butler (Lawrence Riley)

### Épisode 3:Histoires du soir
- États-Unis : 19 août 2018 sur Hallmark Channel
- France : 13 septembre 2018 sur Netflix, 1er août 2022 sur M6

- Britt Irvin (Danielle Clayman)
- Teryl Rothery (Robin O’Brien)
- Jordana Largy (Alexandra Peck)
- Gillian Barber (Deidra Peck)
- Malcolm Stewart (Dennis Peck)

### Épisode 4:Et ils vécurent heureux
- États-Unis : 26 août 2018 sur Hallmark Channel
- France : 20 septembre 2018 sur Netflix, 2 août 2022 sur M6

### Épisode 5:De l'amour dans l'air
- États-Unis : 2 septembre 2018 sur Hallmark Channel
- France : 27 septembre 2018 sur Netflix, 3 août 2022 sur M6

### Épisode 6:Ici et là
- États-Unis : 9 septembre 2018 sur Hallmark Channel
- France : 4 octobre 2018 sur Netflix, 4 août 2022 sur M6

### Épisode 7:Rien que du business
- États-Unis : 16 septembre 2018 sur Hallmark Channel
- France : 11 octobre 2018 sur Netflix, 5 août 2022 sur M6

### Épisode 8:Tous nos lendemains
- États-Unis : 23 septembre 2018 sur Hallmark Channel
- France : 18 octobre 2018 sur Netflix, 8 août 2022 sur M6

### Épisode 9:Voyage dans le passé
- États-Unis : 30 septembre 2018 sur Hallmark Channel
- France : 25 octobre 2018 sur Netflix, 9 août 2022 sur M6

### Épisode 10:Le Vent en poupe
- États-Unis : 7 octobre 2018 sur Hallmark Channel
- France : 1er novembre 2018 sur Netflix, 10 août 2022 sur M6